# Ischnocampa ferrea
Ischnocampa ferrea là một loài bướm đêm thuộc phân họ Arctiinae, họ Erebidae.